# Current ratio
La current ratio o indice di disponibilità è un indice del quoziente di liquidità di un'azienda. È il rapporto tra attività correnti (AC) e passività correnti (PC) di un'impresa. 
{\displaystyle CurrentRatio={\frac {AC}{PC}}}
Misura la capacità di un'azienda di far fronte a impegni a breve termine.